# Max Salomon (Karnevalist)
Max Salomon (geboren am 3. Juni 1886 in Köln; gestorben 1977 in Los Angeles, Vereinigte Staaten) war Gründer und Präsident des einzigen jüdischen Karnevalsvereins in Köln während der Weimarer Republik, Kabarettist und Büttenredner. Nach der Machtergreifung der Nationalsozialisten wurde der jüdische Künstler ausgrenzt und erhielt ab 1935 ein öffentliches Auftrittsverbot. Kurz nach dem Ausbruch des Zweiten Weltkrieges, im November 1939, musste Max Salomon mit seiner Familie aus Köln nach Los Angeles emigrieren.

## Leben
Max Salomon wurde 1886 als Sohn des jüdischen Textilgroßhändlers Salomon Salomon und seiner Ehefrau Henriette, geb. Lion in Köln geboren. Nach seinem Schulabschluss begann er eine kaufmännische Ausbildung. Anschließend arbeitete er zunächst als Handlungsreisender in der elterlichen Strickgarngroßhandlung in Köln. Nach dem frühen Tod des Vaters übernahm er die Leitung der Firma.
Seit 1910 trat er als Büttenredner der Karnevalsgesellschaft Konventsmöhne auf. Er publizierte zahlreiche Texte und Bücher, die im Kölner Verlagshaus Salm veröffentlicht wurden. Nach dem Ersten Weltkrieg begann er seine Bühnenkarriere als Kölsche Markfrau, eine Charakterfigur, die er über 50 Jahre immer wieder neu interpretierte.
Um aufkeimenden antisemitischen Tendenzen Anfang der 1920er Jahre zu begegnen, gründete er gemeinsam mit seinem jüngeren Bruder Wilhelm, Verwandten und jüdischen Geschäftsfreunden 1922 den Kleinen Kölner Kegelklub, der in der Karnevalssession als Kleiner Kölner Klub in der Öffentlichkeit in Erscheinung trat. Der Kleine Kölner Klub war der einzige jüdische Karnevalsverein in Köln. Ähnlich, wie bei den Traditionsgesellschaften üblich, gaben sich die Karnevalisten in der Bütt Spitznamen: Max Salomon trat als de Pläät (Glatze) und sein Bruder Wilhelm als Stoppen (Stopfen) auf. Max Salomon wurde zum Präsidenten des Vereins gewählt.
Aufgrund des generellen Auftrittsverbotes für Karnevalsgesellschaften während der britischen Besetzung des Rheinlandes sind die ersten Maskenbälle des Kleinen Kölner Klubs aus dem Jahr 1925 bekannt. Bei den Karnevalsveranstaltungen und Prunksitzungen in der Rheinlandhalle oder der Wolkenburg, die Max Salomon leitete und bei denen er selbst als Büttenredner auftrat, waren auch regelmäßig andere Kölner Karnevalsgesellschaften wie die Roten Funken oder Fidele Ehrenfelder zu Gast. Max Salomon war befreundet mit Hans Tobar, der die Stücke in kölscher Mundart für den Verein schrieb. Neben ihm arbeiteten noch bekannte Kölner Karnevalisten wie Karl Küpper, Gerti Ransohoff, Albrecht Bodde, Karl Berbuer, Willy Millowitsch oder Gerhard Ebeler mit Salomon zusammen. 1931 und 1932 waren Veranstaltungen des Sitzungskarnevals aufgrund der wirtschaftlichen Notlage in Köln verboten.
Nach der Machtergreifung der Nationalsozialisten erhielten viele jüdische Künstler Berufsverbote und konnten lediglich bei Veranstaltungen des Jüdischen Kulturbundes Rhein-Ruhr auftreten. Anfang 1935 wurde Max Salomon gezwungen, seine Tätigkeit als Handelsvertreter aufzugeben. Bis 1935 durfte der in Köln beliebte Karnevalist vereinzelt noch auftreten, was ihm ein bescheidenes Auskommen ermöglichte. Aufgrund des Wegbrechens eines regelmäßigen Einkommens war die Familie Salomon gezwungen, Schmuck, Einrichtungsgegenstände und Immobilien zu verkaufen, um zu überleben und um ihre Flucht zu finanzieren.
Nachdem sein Bruder Wilhelm bereits Ende 1935 mit seiner Familie nach Palästina emigriert war, gelang Max Salomon im November 1939 die Flucht in die Vereinigten Staaten. Bereits in den frühen 1940er Jahren trat er in Los Angeles wieder – gemeinsam mit seiner Tochter Erika – vor Emigranten und in Rundfunksendungen mit karnevalistischen Programmen auf. Max Salomon starb 1977.

## Privatleben
Max Salomon heiratete die aus Krefeld stammende Kaufmannstochter Christina Berger, deren Bruder Ignaz (gen. Iwan) sich ebenfalls aktiv im Kölner Karneval betätigte. 1922 wurde die gemeinsame Tochter Erika geboren. Während den Familien von Max und Wilhelm Salomon die Emigration ins Ausland gelang, wurde seine Mutter Henriette Salomon, die 1939 in die Niederlande floh, im April 1943 verhaftet, ins Lager Westerbork verschleppt und am 20. Juli 1943 ins Vernichtungslager Sobibor deportiert und ermordet.

## Ehrungen
Am 19. März 2019 wurden auf Initiative des neu gegründeten jüdischen Karnevalsvereins Kölsche Kippa Köpp vor dem ehemaligen Wohn- und Geschäftshaus Max Salomons in der Lothringer Straße vom Künstler Gunter Demnig drei Stolpersteine zum Gedenken an Max Salomon, seine Frau Christiane und seine Tochter Erika verlegt. In der Brüsseler Straße 88 wurden tags zuvor im Andenken an seinen Bruder Wilhelm Salomon, seine Ehefrau Emma und Tochter Lieselotte, die 1935 nach Palästina emigrierten, ebenfalls Stolpersteine verlegt. An gleicher Stelle wurde bereits im Frühjahr 2018 ein Stolperstein für seine ermordete Mutter, Henriette Salomon gesetzt.

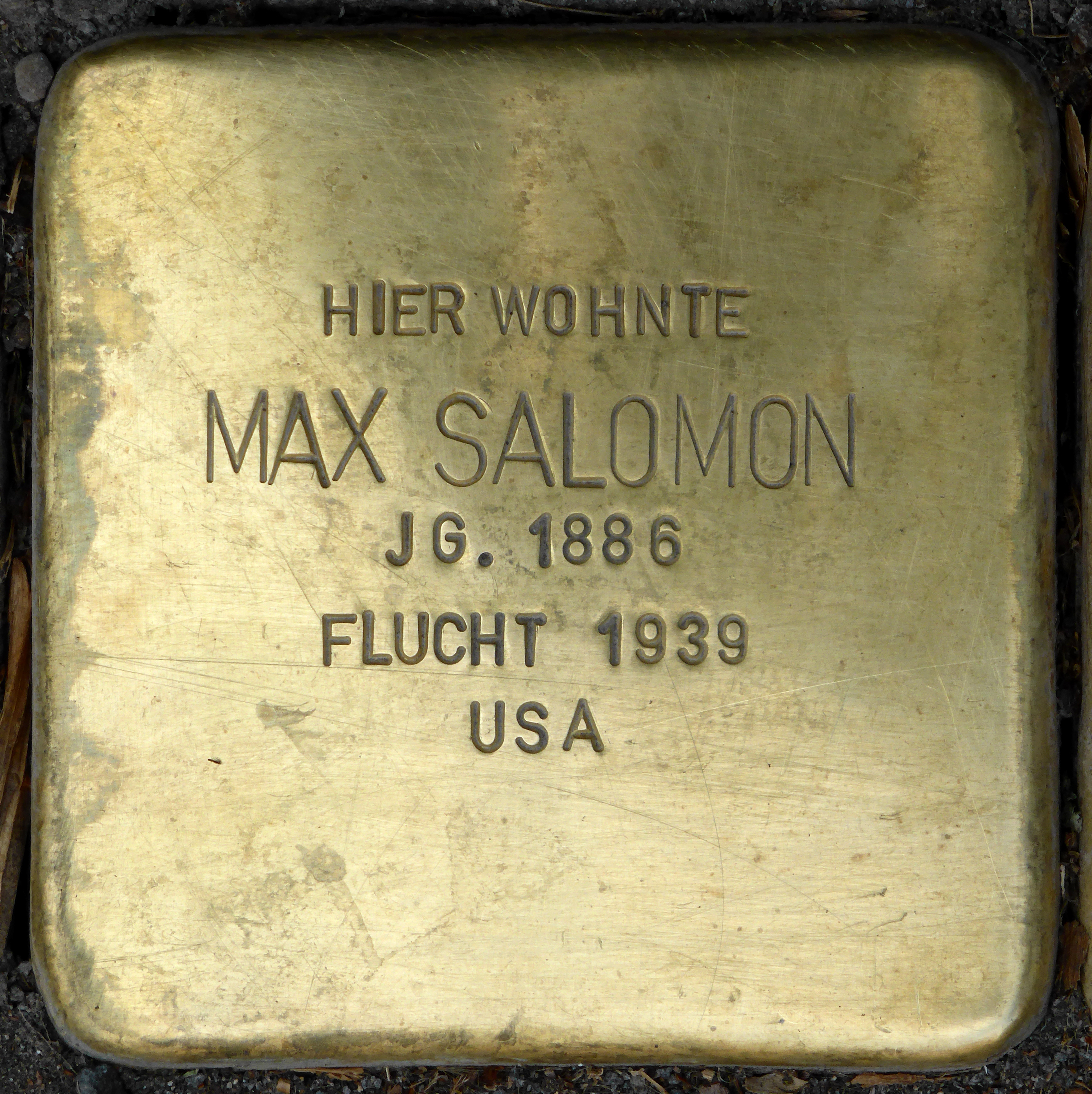
Stolperstein für Max Salomon
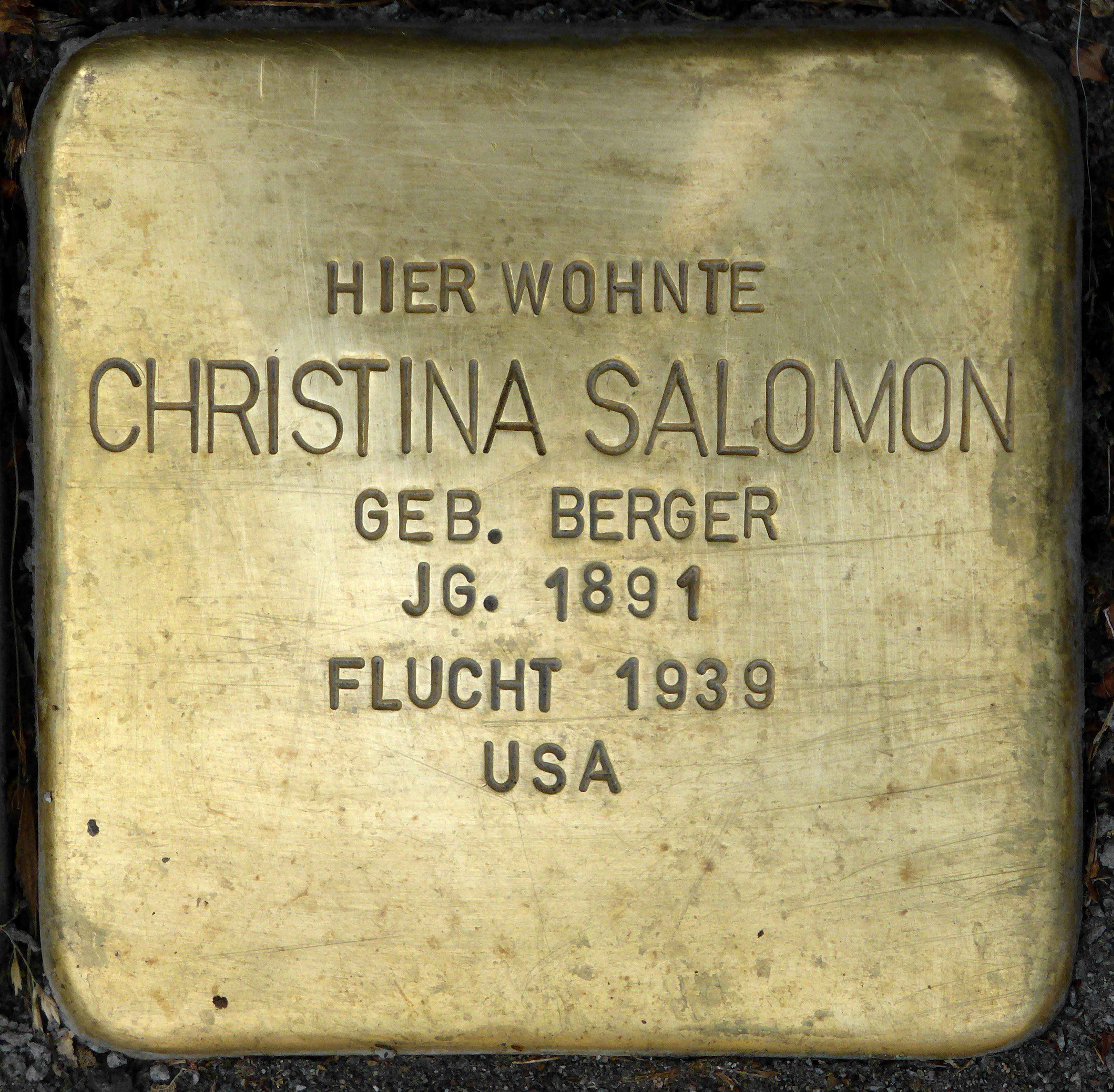
Stolperstein für Christina Salomon
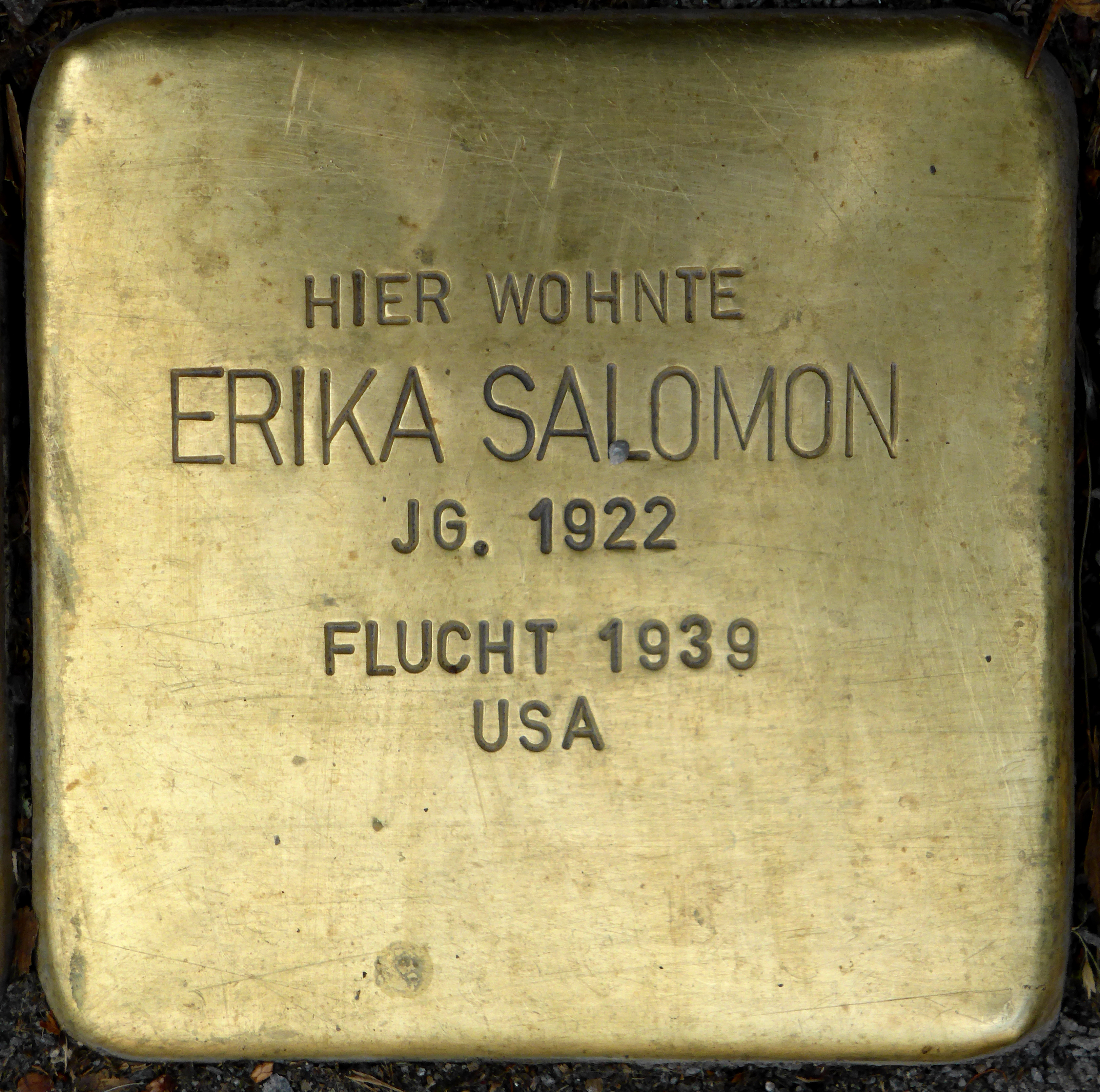
Stolperstein für Erika Salomon

2021 wurde am Humboldt-Gymnasium im Kölner Stadtteil Altstadt-Süd ein Weg, der in der Nähe der Lothringer Straße liegt, nach dem ehemaligen Karnevalsverein in Kleiner-Kölner-Klub-Weg benannt.